# Suíça Saxã (distrito)
Suíça Saxã (em alemão:  Sächsische Schweiz) foi um distrito (Kreis ou Landkreis) da Alemanha localizado na região de Dresden, no estado da Saxônia. Neste distrito localizavam-se as Montanhas de Arenito do Elba, também conhecidas como Suíça Saxã. Em agosto de 2008, fundiu-se com o distrito de Weißeritz, para formar o novo distrito da Suíça Saxã-Montes Metalíferos Orientais.